# 켈리 스테이블스
켈리 스테이블스(Kelly Stables, 1978년 1월 26일 ~ )는 미국의 배우이다.

## 출연 작품
- 톰과 제리 사라진 드래곤 (2014)
- 스트레스를 부르는 그 이름 직장상사 2 (2014)
- 슈드'브 빈 로미오 (2011)
- 두 남자와 1/2 시즌8 (2010)
- 두 남자와 1/2 시즌7 (2009)
- 드래곤 헌터 (2009)
- 두 남자와 1/2 시즌6 (2008)
- 퍼니스 (2007)
- 그릭 1 (2007)
- 링 (2005)
- 빨간 모자의 진실 (2005)
- 링 2 (2005)
- 브링 잇 온 2 (2004)
- 두 남자와 1/2 시즌1 (2003)
- 오만과 편견 (2003)
- 비앤비 (1987)